# Vitbukig smaragd
Vitbukig smaragd (Elliotomyia chionogaster) är en fågel i familjen kolibrier.

## Utseende
Vitbukig smaragd är en medelstor kolibri med grön ovansida, vit undersida och skäraktig undre näbbhalva. Den skiljs från snarlika cuzcosmaragden genom att vitt sträcker sig längre ner på undersidan av stjärten och färgen på näbben.

## Utbredning och systematik
Arten delas in i två underarter med följande utbredning:
- Elliotomyia chionogaster chionogaster – förekommer i norra och centrala Peru
- Elliotomyia chionogaster hypoleuca – förekommer från sydöstra Peru till Bolivia, Paraguay, nordvästra Argentina och Mato Grosso i Brasilien

### Släktestillhörighet
Arten placeras traditionellt i släktet Amazilia, men genetiska studier visar att arterna i släktet inte står varandra närmast. Den har därför flyttats till det nyligen beskrivna släktet Elliotomyia tillsammans med närbesläktade cuzcosmaragden. BirdLife International och IUCN har dock valt att istället expandera släktet Amazilia till att även omfatta Elliotomyia.

## Levnadssätt
Vitbukig smaragd hittas i bergstrakter på medelhög till hög höjd. Den ses kring skogsbryn och buskiga öppna områden, öppnare än cuzcosmaragden.

## Status och hot
Arten har ett stort utbredningsområde, men tros minska i antal, dock inte tillräckligt kraftigt för att den ska betraktas som hotad. Internationella naturvårdsunionen IUCN listar arten som livskraftig (LC).